# British Point
British Point är en udde i Antarktis. Den ligger i Sydshetlandsöarna. Argentina, Chile och Storbritannien gör anspråk på området.
Terrängen inåt land är huvudsakligen kuperad, men den allra närmaste omgivningen är platt. Havet är nära British Point åt sydväst. Trakten är glest befolkad. Närmaste befolkade plats är Commandante Ferraz Station, 0,42 kilometer norr om British Point. 